# 新华街道 (庄河市)
新华街道，是中华人民共和国辽宁省大連市庄河市下辖的一个乡镇级行政单位。

## 行政区划
新华街道下辖以下地区：
工人社区、明星社区、赛屯社区、光明社区、站前社区、前炮社区、范东社区、范西社区、长征社区、红光社区、徐岭社区、小寺社区和暖水社区。